# کیت کورل
کیت کورل (به انگلیسی: Keith Curle) بازیکن فوتبال زادهٔ ۱۴ نوامبر ۱۹۶۳ اهل انگلستان که سابقهٔ بازی در تیم ملی فوتبال انگلستان را در کارنامهٔ خود دارد. وی در تاریخ ۲۹ آوریل ۱۹۹۲ نخستین بازی ملی خود را در مقابل تیم فوتبال کشورهای مستقل همسود انجام داد و با حضور در ۳ بازی ملی، در تاریخ ۱۱ ژوئن ۱۹۹۲ واپسین بازی ملی‌اش را در برابر تیم ملی فوتبال دانمارک برگزار کرد.